# Andreas Schumann (Pädagoge)
Andreas Schumann (* 22. Juni 1757 in Bayreuth; † 28. Mai 1828 ebenda) war ein deutscher Pädagoge und Autor.

## Leben
Andreas Schumann wurde als einziger Sohn des markgräflichen Kabinettsschreinermeister Georg Jakob Schumann und dessen Ehefrau, eine geborene Tanner aus Creußen.
Er sollte ursprünglich das Handwerk seines Vaters erlernen, jedoch erhielt er einen wissenschaftlichen Privatunterricht und hierdurch wurde sein Wunsch geprägt, später auch in diesem Bereich tätig zu werden. Er besuchte das Gymnasium in Bayreuth, dass er im Mai 1776 erfolgreich beendete.
1776 begann er an der Universität Erlangen erst die philosophischen und philologischen Wissenschaften zu studieren, insbesondere die griechischen und römischen Altertümer. Er besuchte die Vorlesungen in Geschichte bei Johann Georg Meusel, Theologie bei August Friedrich Pfeiffer, Johann Georg Rosenmüller und Georg Friedrich Seiler (1733–1807), dieser nahm ihn in dem Predigerseminar und in dem Institut der Moral und der schönen Wissenschaften, ein Zweig der Deutschen Gesellschaft, den Johann Ernst Basilius Wiedeburg 1754 gründete, auf. Gottlieb Christoph Harleß nahm ihn in das 1777 gegründete philologische Seminar auf.
Zum Ende seines zweiten Studienjahres übertrug ihm der Hofrat und Professor der Arzneiwissenschaft Jacob Friedrich Isenflamm (1726–1793) die Erziehung und den Unterricht seiner beiden Söhne. Dies tat er bis 1782.
Während seines Studiums nahm er an den Disputationen der Universität rege teil, indem er mehrmals als Opponent und am 21. Juli 1779 bei dem Hofrat Halretz als Respondent auftrat. Am 23. April 1783 erhielt er von der philosophischen Fakultät der Universität Erlangen die Doktorwürde und kehrte daraufhin nach Bayreuth zurück.
In Bayreuth übertrug ihm Hofkammerrat Schmidt die Stelle eines Hauslehrers, die er zwei Jahre hindurch ausübte. In dieser Zeit zeichnete er sich durch seine Predigten in verschiedenen Kirchen von Bayreuth aus.
Nach der bestandenen Prüfung wurde er auf Vorschlag des damaligen Konsistoriums in Bayreuth als Professor der lateinischen und deutschen Beredsamkeit, der Poesie und der Altertümer beim Gymnasium angestellt. Seine Einführung erfolgte am 1. März 1785 und er wirkte in diesem Amt 27 Jahre lang.
1811 erhielt er auf sein Ansuchen die Pfarrei in Selb und war dort bis zu seinem Tod als Seelsorger tätig.
Andreas Schumann war seit dem 20. Oktober 1784 mit Sophia Johanna Schumann, der Tochter des Philologen und Geschichtsforschers Konsistorialrat und Professor Lang aus Bayreuth verheiratet. Gemeinsam hatten sie 10 Kinder.

## Werke (Auswahl)
- Christoph Friedrich von Ammon; Andreas Schumann; Sophia Johanna Schumann: Sollemnes Nuptias Doctoris Sui Meritissimi Amore M. Andreae Schvmanni Cvm Virgine Sophia Joanna Langia. Baruthi: Schwenter, 1784.
- De naturae dotibus, quae oratori inesse debent. Baruthi : Schwenter, 1785.
- Ueber die nothwendige Mitwuerkung der Eltern zur Bildung ihrer Kinder auf oeffentlichen Schulen. Bayreuth: Schwenter, 1787.
- Fortsetzung der Gedanken über die nothwendige Mitwürkung der Eltern zur Bildung ihrer Kinder auf öffentlichen Schulen. Bayreuth : Schwenter, 1788.
- Ad Orationes Quibus Decem Academiae Candidati Discedendi Facultate April. A.R.S. MDCCLXXXIX Collegio Christiano-Ernestino ultimum Dicent Vale Audiendas Collegii Nomine Invitat De ludovico Philippo Thuimmigio Matheseos Et Philosophiae Professore Quondam Celeberrimo Pauca Praefatus M. Andreas Schumannus, Rhet. Poes. Et Antiquit. Roman. Prof. Publ. Baruthi: (Schwenter), 1789.
- Solemnitatem Studiosae Iuventutis Illustris Collegii Christiano-Ernestini Quod Baruthi Floret Ad Dies XVI. Et XVII. Mensis Decembris MDXXLXXXX Praemissa Vitae Ludovici Philippi Thuimmigii Continuatione Prima Indicit Et Ut Huic Actui Maecenates Interesse Velint Illustris Collegii Nomine Rogat M. Andreas Schumannus, P.P. Baruthi: (Schwenter), 1790.
- Vita Ludovici Philippi Thuimmigii. Baruthi: Schwenter, 1790.
- Commentatio de sacerdotibus iubilaeis in Burggraviatu Norico superiori recentioribus 1–7. Baruthi: Schwenter, 1793–1800.
- Ad Actum Valedictiorium in Illustri Collegio Christian-Ernestino D. XXVIII April MDCCCII A Decem Academiae Candidatis Habendum Maecenates, Patronos, Fautores Invitat M. Andreas Schumannus, Rhet. Poes. Et Antiquit. Roman. Prof. Publ. Baruthi: Pichlerus, 1802.
- Litterae monitoriae ad hos decem ivvenes qvos in altiores scholas dimittere nos ivbet officii ratio. Baruthi : Pichler, 1802.
- Einige Wünsche und Bitten an Eltern, die ihre Söhne dem hiesigen Gymnasium anvertrauen um thätige Mitwürkung zur wißenschaftlichen und sittlichen Bildung derselben. Bayreuth : Höreth, 1804.